# Quo vadis? (roman)
Quo vadis? är en roman från 1895 av den polske författaren och Nobelpristagaren Henryk Sienkiewicz. Den har även givits ut på svenska som Från Neros dagar och I korsets tecken. Den utspelar sig i Rom omkring år 64 e.Kr, under kejsar Neros styre, och skildrar kärleken mellan en ung kristen kvinna och en romersk patricier. Handlingen innehåller många historiska personer och händelser, däribland Nero själv och Roms brand. Boken blev en stor internationell framgång och är förlaga till flera filmer.

## Tematik
Boken är präglad av Henryk Sienkiewicz kristna tro. Författaren drog medvetet paralleller mellan förföljelsen av de tidiga kristna i Rom och vad han uppfattade som moraliska problem i sin egen tid. Bokens konflikter var också utformade i ljuset av polackernas motvilja mot de dåvarande preussiska och ryska ockupationsmakterna. De kristna i romanen motsvarar polackerna medan Nero och romarna motsvarar Alexander III av Ryssland och Otto von Bismarck.

## Utgivning
Romanen trycktes som följetong från 26 mars 1895 till 29 februari 1896 i tidningarna Gazeta Polska, Czas och Dziennik Poznański och gavs därpå ut som bok. Den har översatts till omkring 50 språk. Den gavs ut på svenska 1898 i översättning av Vera von Kraemer som Från Neros dagar. En översättning av Sten Granlund gavs ut som Qvo vadis 1911. Maggie Olssons översättning med titeln Quo vadis? gavs ut 1930. År 1934 kom en nyöversättning av Ernst C:son Bredberg, ursprungligen som I korsets tecken men i senare utgåvor som Quo vadis? År 2023 kom en oavkortad nyöversättning från original av Jan Henrik Swahn, med titeln Quo vadis: En berättelse från Neros dagar.

## Bearbetningar
Boken är förlaga till tre filmer från stumfilmstiden: en mycket kort fransk film från 1901 och två italienska filmer från 1913 och 1924, den senare med Emil Jannings i rollen som Nero. År 1932 kom en amerikansk film i regi av Cecil B. DeMille med titeln I korsets tecken. Mervyn LeRoys amerikanska Quo vadis från 1951 blev nominerad till åtta Oscars. År 1985 sändes en europeisk TV-bearbetning i sex avsnitt i regi av Franco Rossi och med Max von Sydow i en av rollerna. Jerzy Kawalerowicz regisserade en polsk filmatisering 2001.